# Diapetimorpha ruficoxa
Diapetimorpha ruficoxa är en stekelart som först beskrevs av Szepligeti 1916.  Diapetimorpha ruficoxa ingår i släktet Diapetimorpha och familjen brokparasitsteklar. Inga underarter finns listade i Catalogue of Life.